# سید علی کاشفی خوانساری
سید علی کاشفی خوانساری (متولد ۲۲ بهمن ۱۳۵۰ در تهران) نویسنده، شاعر و روزنامه‌نگار ایرانی است. او سابقه سردبیری فصلنامهٔ نقد کتاب کودک و نوجوان و سروش نوجوان را در کارنامه‌اش دارد. از جمله آثار برجستهٔ او می‌توان به روزنامه‌جات عهد بوق، دعواهای ادبی، لالایی‌های لالیلایی و سروده‌های پس از مرگ اشاره کرد.

## زندگی
سید علی کاشفی خوانساری در سال ۱۳۵۰ در تهران به دنیا آمد. پدرش، سید رضا کاشفی، مترجم زبان آلمانی و از اعضای برجستهٔ انجمن اسلامی دانشجویان مقیم اروپا و مادرش، اقدس طیب، وکیل پایه یک دادگستری بود. پدربزرگش، سید ضیاءالدین خوانساری، از روحانیانِ سرشناسِ حوزه علمیه قم بود.
کاشفی در دوران دانش‌آموزی، در مسابقات شعر، داستان و روزنامه‌نگاری موفقیت‌هایی به دست آورد. سپس در رشته مهندسی عمران به تحصیل پرداخت و دوره‌های آموزشی گوناگون با موضوع روزنامه‌نگاری، زبان انگلیسی و دوره دوساله کارگردانی سینما را گذراند. از بیست‌سالگی به روزنامه‌نگاری پرداخت. او بیش از دویست مقاله و یادداشت تخصصی در حوزهٔ ادبیات کودک و نوجوان منتشر کرده‌است. او سردبیری ماهنامهٔ شهرزاد را بر عهده داشته‌است.
کاشفی همچنین تا کنون بیش از صد جلد کتاب در حوزه مسائل نظری ادبیات کودک و نوجوان، تاریخ ادبیات و مطبوعات کودکان ایران منتشر کرده‌است.
او در فاصله سال‌های ۱۳۸۲ تا ۱۳۸۴ و در دوره وزارت محمدحسین صفار هرندی و در دوره وزارت علی جنتی(۱۳۹۵–۱۳۹۲) از اعضای هیئت نظارت و سانسور پیش از چاپ کتب کودک و نوجوان بوده‌است.

## جوایز
- جشن روز جهانی تئاتر به عنوان روزنامه‌نگار برگزیده تئاترکودک ۱۳۸۸
- جشنواره کتاب کودک و نوجوان کانون پرورش فکری کودکان و نوجوانان سال ۱۳۸۱
- جشنواره پژوهشی‌های ادبی کانون بابت کتاب گزارش تحلیلی نقد ادبیات کودک ۱۳۸۵
- جشنواره پژوهشی‌های ادبی کانون بابت کتاب از باب قرائت اطفال سال۱۳۸۲
- برنده جایزه شعر در جشنواره مهدویت ۱۳۸۱
- برنده جایزه منتقد برگزیده انجمن منتقدان جوان، ۱۳۷۶
- نامزد جشنواره سراسری مطبوعات در رشته مقاله فرهنگی هنری ۱۳۸۱
- تقدیر در جشنواره کتاب و رسانه به عنوان روزنامه‌نگار برگزیده حوزه کتاب کودک و نوجوان ۱۳۸۱
- نامزد دریافت جایزه کتاب سال جمهوری اسلامی ایران برای کتاب دعواهای ادبی ۱۳۸۱
- نامزد دریافت جایزه جشنواره سراسری مطبوعات در رشته نقد ادبی
- نامزد دریافت جایزه کتاب سال جمهوری اسلامی ایران در گروه کتاب‌های دینی کودک و نوجوان برای کتاب مهمان، نشر قو
- نامزد دریافت جایزه کتاب فصل برای کتاب قصه روزنامجات عهد بوق ۱۳۸۷

## آثار
- نشریات کودک و نوجوان ایران، ۱۳۷۵، خانه روزنامه‌نگاران جوان
- کمال الملک، ۱۳۷۶
- چهره‌های ادبیات کودک: سید مهدی شجاعی، ۱۳۷۸، روزگار
- چهره‌های ادبیات کودک: حسین فتاحی، ۱۳۷۸، روزگار
- چهره‌های ادبیات کودک: فریدون عموزاده خلیلی، ۱۳۷۸، روزگار
- چهره‌های ادبیات کودک: امیرحسین فردی، ۱۳۷۹، روزگار
- چهره‌های ادبیات کودک: محمدمیرکیانی، ۱۳۷۹، روزگار
- چهره‌های ادبیات کودک: فریبا کلهر، ۱۳۷۹، روزگار
- چهره‌های ادبیات کودک: هوشنگ مرادی کرمانی، ۱۳۷۹، روزگار
- چهره‌های ادبیات کودک: محمد کاظم مزینانی، ۱۳۷۹، روزگار
- چهره‌های ادبیات کودک: بیوک ملکی، ۱۳۷۹، روزگار
- چهره‌های ادبیات کودک: افسانه شعبان نژاد، ۱۳۷۹، روزگار
- چهره‌های ادبیات کودک: شکوه قاسم‌نیا، ۱۳۷۹، روزگار
- چهره‌های ادبیات کودک: محمدرضا سرشار، ۱۳۷۹، روزگار
- چهره‌های ادبیات کودک: محمدرضا یوسفی، ۱۳۷۹، روزگار
- چهره‌های ادبیات کودک: مصطفی رحماندوست، ۱۳۷۹، روزگار
- چهره‌های ادبیات کودک: اسدا… شعبانی، ۱۳۷۹، روزگار
- چهره‌های ادبیات کودک: نادر ابراهیمی، ۱۳۷۹، روزگار
- به احترام آفتاب، ۱۳۷۹، موعود (۳ نوبت چاپ)
- چهره‌های ادبیات کودک: داود غفارزادگان، ۱۳۸۰، روزگار
- چهره‌های ادبیات کودک: جعفر ابراهیمی، ۱۳۸۰، روزگار
- چند مقاله نظری دربارهٔ مطبوعات کودک و نوجوان، ۱۳۸۰، سروش
- دعواهای ادبی، ۱۳۸۰، انتشارات مدرسه
- مهمان، ۱۳۸۱، قو
- و اینک زمین، ۱۳۸۱، نمایشگاه قرآن کریم
- فهرستگان نمایش کودک و نوجوان، ۱۳۸۲، نمایش
- روزی روزگاری سینما، ۱۳۸۲، نیستان
- از باب قرائت اطفال، ۱۳۸۲، قدیانی
- حیدرنامه، ۱۳۸۲، موعود
- گزارش تحلیلی نقد ادبیات کودک و نوجوان، ۱۳۸۳، قم: کتاب طه
- عروسک‌های خدا، ۱۳۸۳، داستان سرا
- آشنایی با نفس الهموم، ۱۳۸۴، کانون پرورش فکری کودکان و نوجوانان
- حج نامه‌ها، ۱۳۸۴، قم: کتاب طه
- حمله خوانی و حمله سرایی، ۱۳۸۵، حوا
- آیت‌الله بروجردی، ۱۳۸۵، مدرسه
- بابای سوره، ۱۳۸۶، منادی تربیت
- پرسه، ۱۳۸۶، حوا
- سروده‌های پس از مرگ (شعر)، ۱۳۸۷، حوا
- دربابی تویی (شعر)، ۱۳۸۷، حوا
- قصه روزنامه جات عهد بوق، ۱۳۸۷، حوا
- مزاحمان (داستان نوجوانان)، ۱۳۸۷، منادی تربیت
- تاریخ ادبیات دینی کودک و نوجوان، ۱۳۸۸، انتشارات حوا
- آن که رفت آن که نیامد (شعر)، ۱۳۸۸، نشر قصه
- شاهنامه‌های کودکانه، ۱۳۸۸، انتشارات حوا
- کودکان و شاهنامه، ۱۳۸۸، انتشارات حوا
- لالایی‌های لالیلایی (شعر)، ۱۳۸۸، نشر پنجگاه
- موج (ترجمه)، ۱۳۸۸، انتشارات حوا
- قهرمان فوتبال (ترجمه)، ۱۳۸۸، انتشارات حوا
- فرد اند جودی (به زبان انگلیسی)، ۱۳۸۸، نشر او
- زندگینامه صاحب جواهر، ۱۳۹۰، انتشارات مدرسه
- سیندرلا (ترجمه)، ۱۳۹۱، قدیانی
- پینوکیو (ترجمه)، ۱۳۹۱، قدیانی
- دیک ویتینگتون (ترجمه)، ۱۳۹۱، قدیانی
- شلغم غول پیکر (ترجمه)، ۱۳۹۱، قدیانی
- موطلایی و سه خرس (ترجمه)، ۱۳۹۱، قدیانی
- پیتر و گرگ (ترجمه)، ۱۳۹۱، قدیانی
- گربه چکمه پوش (ترجمه)، ۱۳۹۱، قدیانی
- جوجه اردک زشت (ترجمه)، ۱۳۹۱، قدیانی
- هنسل و گرتل (ترجمه)، ۱۳۹۱، قدیانی
- دختر بندانگشتی (ترجمه)، ۱۳۹۱، قدیانی
- شاهزاده خانم و نخود (ترجمه)، ۱۳۹۱، قدیانی
- آدمک زنجبیلی (ترجمه)، ۱۳۹۱، قدیانی
- مرغک قرمزی و روباه ناقلا (ترجمه)، ۱۳۹۱، قدیانی
- تام بندانگشتی (ترجمه)، ۱۳۹۱، قدیانی
- راپونزل (ترجمه)، ۱۳۹۱، قدیانی
- پیرمرد مادرم بود (شعر)، ۱۳۹۲‎، sagorsstad (سوئد)
- مهمان کوچک، ۱۳۹۲، امیرکبیر
- دختران در ادبیات کودکان، ۱۳۹۳، حوا
- عروسک‌های خدا، ۱۳۹۳، حوا
- هفت کتاب، چند پرسش، ۱۳۹۳، حوا
- نشریات کودک و نوجوان، ۱۳۹۳، حوا
- آقا قورباغه دوست پیدا می‌کند (ترجمه)، ۱۳۹۳، حوا
- آقا قورباغه عاشق می‌شود (ترجمه)، ۱۳۹۳، حوا
- باغ وحش (ترجمه)، ۱۳۹۳، حوا
- صندوقچه امید (رمان نوجوان)، ۱۳۹۳، بیمه
- قصه سینماجات عهد بوق، ۱۳۹۴، بنیاد سینمایی فارابی و حوا
- نظر بر نظر، ۱۳۹۵، خانه کتاب
- گریه‌های دوتایی، ۱۳۹۵، حوا
- قصه‌های دوست‌داشتنی ج ۱، ۱۳۹۵، قدیانی
- قصه‌های دوست‌داشتنی ج ۲، ۱۳۹۵، قدیانی
- یادداشت‌های یک سفر غیرقانونی، ۱۳۹۶، احیا
- اگر فرشته‌ها خندیده بودن، ۱۳۹۶، هزاره ققنوس
- تادیب‌الاطفال، ۱۳۹۶، مدرسه
- منبع‌شناسی سینمای کودک و نوجوان، ۱۳۹۷، آرون